# ノーザンファーム繁殖牝馬セール
ノーザンファーム・繁殖牝馬セール（ノーザンファーム・はんしょくひんばセール）は、2019年から秋に北海道苫小牧市のノーザンホースパークを会場に行われている繁殖牝馬（雌馬）のセリ市。

## 概要
当初は主催するノーザンファームに繋養されている繁殖牝馬を対象としたセリ市としてスタートした。開催時期はジェイエス繁殖馬セールの直前に設定され、夏季のセレクトセールと同じ会場でセリが行われている。
2019年は未供用を含む空胎馬（総勢19頭）、2020年も総勢19頭（いずれも未供用）をすべて完売させている。

### ミックスセール
2022年には日本初の試みである繁殖牝馬と当歳（0歳）馬の混合型「ミックスセール」を実施。これまでの「セレクトセール・当歳馬の部」では概ね3月生まれまででないと出品ができなかったが、秋季に行われるセールではそれよりも少し後の出生、ないしはセレクトセールで主取りなどの取引不成立馬にも出品できる場を設けている。ノーザンファームの吉田俊介は「3～4年ほど前から計画していた。セレクトセールの上場頭数は限界に達しているとともに、セレクトセールで購買できなかった購買者から別の機会を求められることもあった」ことから、ミックスセールの形で当歳の秋季セリ開催に踏み切ったとされる。
「ミックスセール」の第1期生は上場した38頭全頭が完売し、ダストアンドダイヤモンズの2022（牡馬）が8600万円+諸税、リアリサトリスの2022（牡馬）も8400万円+諸税で取引された。
2024年7月13日、リアリサトリスの2022改めサトノカルナバルが函館2歳ステークスを勝利し、当セール出身馬として初の重賞制覇を達成した。この年も上場した52頭全頭が完売。皐月賞馬ジャスティンミラノの半弟にあたるマーゴットディドの2024（父キタサンブラック）が2億9000万円で落札される（落札者は藤田晋）など、10頭が億越えで取引された。

## 主なミックスセール出身馬
- サトノカルナバル（2022上場、落札額9,240万円） - 2024年函館2歳ステークス
- リラエンブレム（2022上場、落札額7,920万円） - 2025年シンザン記念
- ショウヘイ（2022上場、落札額4,400万円） - 2025年京都新聞杯